# École Duperré
El Institut français de la mode es un colegio público de arte y diseño.
La Escuela Duperré capacita a los estudiantes para carreras creativas en moda y textiles, así como en diseño ambiental y gráfico. Además cuenta con programas de formación para diseñadores-fabricantes en textiles (bordado, tejido y tapicería) y cerámica.

## Graduados famosos
- Camil Fàbregas i Dalmau, un escultor y pintor español
- Paul Grimault, un director de animación de nacionalidad francesa, autor de muchos filmes de estilo delicado, lírico y satírico
- Romain Kremer, diseñador francés